# Daniel Martin
Daniel Martin (født 20. august 1986) er en tidligere irsk cykelrytter.
Han blev professionel på Team Slipstream i 2008, og fik sin første store sejr da han vandt etapeløbet Route du Sud i juni samme år.
Han er nevø af Stephen Roche og fætter til Nicolas Roche.